# Punkt ekstremalny

Zbiór wypukły (kolor niebieski) wraz ze swoimi punktami ekstremalnymi (czerwone linie)

Punkt ekstremalny zbioru wypukłego – punkt zbioru wypukłego, który nie leży wewnątrz żadnego niezdegenerowanego odcinka zawartego w tym zbiorze. Równoważnie, punkt {\displaystyle e\in K} jest punktem ekstremalnym zbioru wypukłego {\displaystyle K,} gdy równość
{\displaystyle e=\lambda x+(1-\lambda )y}
dla pewnych {\displaystyle x,y\in K} oraz {\displaystyle \lambda \in [0,1]} implikuje, że {\displaystyle e=x} lub {\displaystyle e=y}. Zbiór punktów ekstremalnych zbioru wypukłego {\displaystyle K} oznaczany bywa symbolem {\displaystyle \mathrm {ext} \,K.}

## Charakterystyka
Niech {\displaystyle K} będzie wypukłym podzbiorem rzeczywistej bądź zespolonej przestrzeni liniowej {\displaystyle X} oraz {\displaystyle e\in K.} Wówczas następujące warunki są równoważne:
1. {\displaystyle e\in \mathrm {ext} \,K,}
2. jeżeli {\displaystyle x,y} są takimi elementami {\displaystyle X,} że {\displaystyle e=(x+y)/2,} to co najmniej jeden z tych elementów nie należy do {\displaystyle K} albo {\displaystyle x=y=e,}
3. jeżeli {\displaystyle \lambda \in [0,1]} oraz {\displaystyle x,y} są takimi elementami {\displaystyle X,} że {\displaystyle e=\lambda x+(1-\lambda )y,} to co najmniej jeden z tych elementów nie należy do {\displaystyle K} albo {\displaystyle x=y=e,}
4. jeżeli {\displaystyle F} jest skończonym podzbiorem {\displaystyle K} oraz {\displaystyle e} należy do otoczki wypukłej zbioru {\displaystyle F,} to {\displaystyle e\in F,}
5. zbiór {\displaystyle K\setminus \{e\}} jest wypukły.

## Przykłady
- Każdy z czterech wierzchołków dowolnego prostokąta jest punktem ekstremalnym; są to jedyne punkty ekstremalne w prostokącie.
- Każdy punkt na brzegu (okrąg) koła domkniętego jest punktem ekstremalnym.
- Niech {\displaystyle K} będzie domkniętym i wypukłym podzbiorem przestrzeni liniowo-topologicznej. Każdy punkt eksponowany zbioru {\displaystyle K} jest również punktem ekstremalnym[3]. W skończonych wymiarach, każdy punkt ekstremalny zwartego zbioru wypukłego {\displaystyle K} w przestrzeni euklidesowej jest granicą ciągu punktów eksponowanych (twierdzenie Straszewicza). W szczególności,

{\displaystyle K={\overline {\mathrm {conv} }}\,\exp \,K}.
- Niech {\displaystyle X} będzie przestrzenią unormowaną. Wówczas {\displaystyle X} jest ściśle wypukła wtedy i tylko wtedy, gdy sfera jednostkowa {\displaystyle X} jest zbiorem punktów ekstremalnych domkniętej kuli jednostkowej tej przestrzeni.
- Niech {\displaystyle \mu } będzie miarą {\displaystyle \sigma }-skończoną oraz niech {\displaystyle B_{p}} oznacza domkniętą kulę jednostkową przestrzeni {\displaystyle L_{p}(\mu )}, gdzie {\displaystyle 1\leqslant p\leqslant \infty .} Wówczas
  - punkty ekstremalne {\displaystyle B_{1}} są postaci {\displaystyle \lambda \cdot \mathbb {1} _{A},} gdzie {\displaystyle A} jest atomem miary {\displaystyle \mu } oraz {\displaystyle \lambda } jest takim skalarem, że {\displaystyle |\lambda |=\mu (A)^{-1},}
  - gdy {\displaystyle 1<p<\infty ,} zbiorem punktów ekstremalnych {\displaystyle B_{p}} jest sfera jednostkowa, tj. zbiór funkcji o normie {\displaystyle 1,}
  - zbiór punktów ekstremalnych {\displaystyle B_{\infty }} składa się z funkcji {\displaystyle f,} które spełniają warunek {\displaystyle |f(\omega )|=1} dla prawie wszystkich {\displaystyle \omega }[5].

W szczególności, kula jednostkowa przestrzeni {\displaystyle L_{1}[0,1]} nie ma punktów ekstremalnych.
- W domkniętej kuli jednostkowej przestrzeni {\displaystyle C[0,1]} rzeczywistych funkcji ciągłych na {\displaystyle [0,1],} punktami ekstremalnymi są funkcje stale równe {\displaystyle 1} bądź {\displaystyle -1,} tj. są tylko dwa takie punkty. Ogólniej, jeżeli {\displaystyle X} jest przestrzenią całkowicie regularną, to punktami ekstremalnymi domkniętej kuli jednostkowej przestrzeni {\displaystyle C_{b}(X)} ograniczonych funkcji skalarnych na {\displaystyle X} są funkcje spełniające warunek {\displaystyle |f(x)|=1} dla wszystkich {\displaystyle x\in X}[5].
- Niech {\displaystyle H^{\infty }} oznacza przestrzeń ograniczonych funkcji analitycznych na kole {\displaystyle |z|<1} z normą supremum. Zbiór punktów ekstremalnych kuli jednostkowej tej przestrzeni składa się z tych funkcji {\displaystyle f\in H^{\infty },} które mają normę co najwyżej {\displaystyle 1} oraz

{\displaystyle \int _{-\pi }^{\pi }\log[1-f(e^{i\theta })]\,\mathrm {d} \theta =-\infty }.

### Brak punktów ekstremalnych domkniętej kuli jednostkowejc0{\displaystyle c_{0}}
Niech {\displaystyle B} oznacza domkniętą kulę jednostkową przestrzeni {\displaystyle c_{0}}, tj. przestrzeni wszystkich ciągów liczbowych zbieżnych do {\displaystyle 0.} Niech {\displaystyle x\in B.} Istnieje wówczas takie {\displaystyle N,} że dla {\displaystyle n>N} zachodzi {\displaystyle |x_{n}|<1/2.} Niech {\displaystyle c,d} będą takimi ciągami liczbowymi, które spełniają {\displaystyle c_{n}=d_{n}=x_{n}} dla {\displaystyle n=1\ldots N} oraz {\displaystyle c_{n}=x_{n}+2^{-n},} {\displaystyle d_{n}=x_{n}-2^{-n}} dla {\displaystyle n>N.} Tak zdefiniowane ciągi {\displaystyle c,d} należą do {\displaystyle B,} są różne od {\displaystyle x} oraz {\displaystyle x=(c+d)/2,} co oznacza, że {\displaystyle x} nie jest punktem ekstremalnym {\displaystyle B}.

## Twierdzenia dotyczące punktów ekstremalnych w analizie funkcjonalnej
- Twierdzenie Krejna-Milmana: Niech {\displaystyle K} będzie zwartym i wypukłym podzbiorem lokalnie wypukłej przestrzeni liniowo-topologicznej. Wówczas

{\displaystyle K={\overline {\mathrm {conv} }}\,\mathrm {ext} \,K,}
tj. {\displaystyle K} jest domknięciem otoczki wypukłej zbioru swoich punktów ekstremalnych.
- Twierdzenie Milmana: Niech {\displaystyle K} będzie zwartym podzbiorem lokalnie wypukłej przestrzeni liniowo-topologicznej o tej własności, że domknięcie otoczki wypukłej {\displaystyle K} jest zwarte. Wówczas

{\displaystyle \mathrm {ext} \,{\overline {\mathrm {conv} }}\,K\subseteq K}.
W konsekwencji, z twierdzenia Krejna-Szmuljana wynika, że jeżeli {\displaystyle K} jest słabo zwartym podzbiorem przestrzeni Banacha, to zbiór punktów ekstremalnych otoczki wypukłej zbioru {\displaystyle K} zawiera się w {\displaystyle K}.
- Każdy niepusty, domknięty i wypukły podzbiór przestrzeni mającej własność Radona-Nikodýma ma punkt ekstremalny[10].
- Twierdzenie Rainwatera: Niech {\displaystyle (x_{n})} będzie ciągiem ograniczonym w przestrzeni Banacha {\displaystyle X.} Wówczas ciąg ten jest słabo zbieżny do pewnego elementu {\displaystyle x\in X} wtedy i tylko wtedy, gdy dla każdego punktu ekstremalnego {\displaystyle f} kuli jednostkowej przestrzeni {\displaystyle X^{*}} zachodzi warunek

{\displaystyle \lim _{n\to \infty }\langle f,x_{n}\rangle =\langle f,x\rangle }.
- Niech {\displaystyle A} będzie {\displaystyle C^{*}}-algebrą. Element domkniętej kuli jednostkowej w {\displaystyle A} jest punktem ekstremalnym wtedy i tylko wtedy, gdy jest on elementem unitarnym. W szczególności, jeżeli kula {\displaystyle A} ma punkt ekstremalny, to algebra {\displaystyle A} ma jedynkę[11]. Analogiczne twierdzenie nie zachodzi dla algebr operatorów na przestrzeniach Banacha, które nie są przestrzeniami Hilberta. Dla każdego {\displaystyle p\neq 2,} kula jednostkowa algebry operatorów zwartych na przestrzeni {\displaystyle \ell _{p}} ma punkty ekstremalne mimo tego, że algebra ta nie ma jedynki[12].